# Helanthium zombiense
Helanthium zombiense és una espècie de planta de la família de les alismatàcies. És nativa de les illes de Jamaica i Guadalupe, a les Índies Occidentals.